# Верхний Красный Яр
Ве́рхний Кра́сный Яр — сельский посёлок в составе Валковского сельсовета Лысковского района Нижегородской области.
Посёлок располагается в полукилометре от левого берега реки Керженец на границе затопляемой при сильном паводке территории.